# جيف برايس (لاعب كرة قدم أمريكية)
جيف برايس (بالإنجليزية: Geoff Price)‏ هو لاعب كرة قدم أمريكية أمريكي، ولد في 29 أغسطس 1984 في شيكاغو في الولايات المتحدة.